# 阿尔兹维莱尔
阿尔兹维莱尔（法語：Arzviller，法語發音：[aʁzvilɛʁ]；洛林法兰克语：Eerschwiller）是法国摩泽尔省的一个市镇，属于萨尔堡-萨兰堡区。

## 地理
阿尔兹维莱尔（48°43'10"N, 7°9'56"E）面积5.21 平方千米，位于法国大東部大區摩泽尔省，该省份为法国东北部内陆省份，是洛林的一部分，西南接默尔特-摩泽尔省，东临下莱茵省，北与卢森堡和德国接壤。
与阿尔兹维莱尔接壤的市镇（或旧市镇、城区）包括：布鲁维莱尔、贡茨维莱尔、亨利多夫、奥马尔坦、圣路易。
阿尔兹维莱尔的时区为UTC+01:00、UTC+02:00（夏令时）。

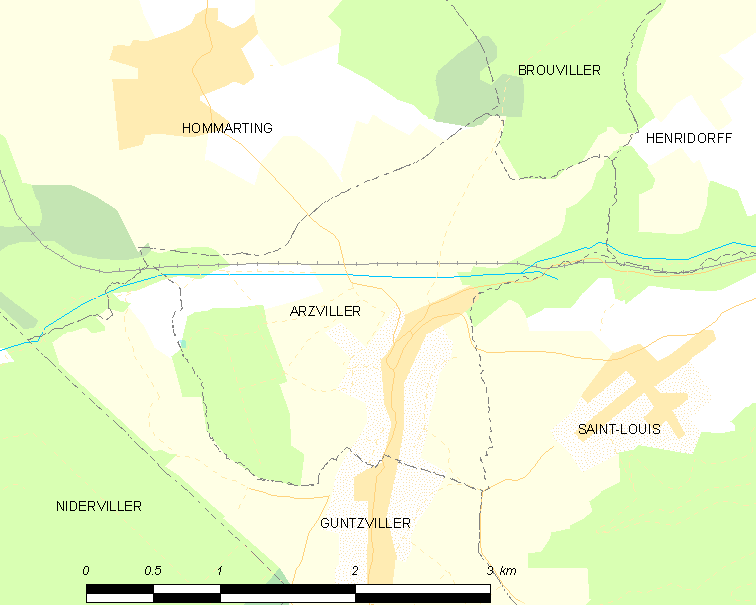
阿尔兹维莱尔的OSM定位图

## 行政
阿尔兹维莱尔的邮政编码为57405，INSEE市镇编码为57033。

## 政治
阿尔兹维莱尔所属的省级选区为法尔斯堡县。

## 人口

1962-2008年间阿尔兹维莱尔人口变化图示

阿尔兹维莱尔于2022年1月1日时的人口数量为523人。